# Rancagua (LST-92)
La Rancagua (LST-92) es una barcaza tipo LST de la Clase Batral perteneciente al Comando Anfibio y Transportes Navales de la Armada de Chile. Su comandante destacado fue Jose Ahumada Y.

## Historia
Barcaza LST 92, fue construida para la Armada de Chile por la Planta Industrial de Asmar de Talcahuano, según los planos de la Clase "Batral" de la Armada de Francia, previo convenio con el gobierno de dicho país.
Fue botada el 26 de septiembre de 1981, y bautizada el 26 de marzo de 1982, siendo su madrina la señora Teresa Adriazola de Poisson, esposa del Jefe del Estado Mayor General de la Armada, Vicealmirante Maurice Poisson Eastman.
El 8 de agosto de 1983 fue entregada oficialmente a la Armada e incorporada al servicio, subordinada a la Comandancia en Jefe de la Tercera Zona Naval, siendo su primer Comandante el capitán de corbeta Guillermo Valenzuela Goudie.
Durante su dependencia de la Comandancia en Jefe de la Tercera Zona Naval, le correspondió participar activamente en las más variadas comisiones, como viajes al Territorio Chileno Antártico, construcción de la Cruz de los Mares en Cabo Froward y diversas tareas de apoyo a la comunidad a lo largo del litoral nacional.
El 22 de marzo de 1993, tras operar 10 años en los mares australes, la Rancagua pasó a depender del Comando Anfibio y Transportes Navales, con base en Valparaíso, hasta 2011 cuando el Comando Anfibio se trasladó a Talcahuano en la II Zona Naval, siendo esta su base en la actualidad.

## Misión
Actualmente la barcaza es uno de los principales medios con que cuenta la Armada para efectuar Operaciones Anfibias y transportar tropas de Infantería de marina y servir, además, para el transporte de carga y pasajeros, tareas que le han significado tener que navegar por todo el litoral, incluyendo las posesiones insulares de Isla de Pascua, Isla Sala y Gómez, Isla San Félix y Archipiélago Juan Fernández.